# Euchaetis meridionalis
Euchaetis meridionalis är en vinruteväxtart som beskrevs av I. Williams. Euchaetis meridionalis ingår i släktet Euchaetis och familjen vinruteväxter. Inga underarter finns listade i Catalogue of Life.